# Laag-Soeren
Laag-Soeren is een van de dorpen behorende tot de gemeente Rheden in de Nederlandse provincie Gelderland. Laag-Soeren ligt aan de zuidoostrand van de Veluwe (de Veluwezoom). Het heeft 950 inwoners (per 1 januari 2023) en had tot 2019 een basisschool. Er is een kunstschool (Boulevard Magenta, School voor Ambacht & Kunst), een kulturhus en een halte aan de toeristische treindienst Apeldoorn-Dieren, verzorgd door de Veluwsche Stroomtrein Maatschappij (VSM).

## Geschiedenis
Landgoed Laag Soeren stamt uit de achttiende eeuw. In de negentiende eeuw werd hier door Pieter Nicolaas Jut van Breukelerwaard een badinrichting gevestigd voor geneeskrachtige baden. Dit kuuroord was het eerste in Nederland en genoot internationale bekendheid. Aan de Priesnitzlaan is hier het Priesnitzmonument voor opgericht. Op het landgoed bevond zich ook Huis Laag-Soeren, het latere Hotel Dullemond, waarvan nu nog slechts een ruïne rest.
Aan de sprengenbeken waren vroeger verschillende wateraangedreven papiermolens gevestigd. Later werden deze watermolens omgebouwd tot wasserij.

## Omgeving
Buiten het dorp ligt de Elsberg, een 87,5 meter hoge heuvel met op de top een natuurobservatiepost met uitzicht op het in de ijstijden ontstane landschap.
In het bosgebied bij Laag-Soeren zijn twee campings gevestigd. Camping Boszicht is een camping waar mensen met paarden terecht kunnen. Vakantiedorp 'De Jutberg' beschikt over een overdekt zwembad.
Het Maarten van Rossumpad, een langeafstandswandelroute van 's-Hertogenbosch naar Ommen, passeert het dorp over de Prof. Huetlaan.

## Monumenten
Een deel van Laag-Soeren is een beschermd dorpsgezicht. Zie ook:
- Lijst van rijksmonumenten in Laag-Soeren
- Lijst van gemeentelijke monumenten in Laag-Soeren

## Geboren
- Paula van der Oest (1964), filmregisseuse en scenarioschrijfster
- Melanie Schultz van Haegen (1970), politica  (VVD); was o.a. van 2010-2017 minister van Infrastructuur en Milieu